# 2323 Zverev
2323 Zverev è un asteroide della fascia principale. Scoperto nel 1976, presenta un'orbita caratterizzata da un semiasse maggiore pari a 3,1419002 UA e da un'eccentricità di 0,1516765, inclinata di 4,62882° rispetto all'eclittica.
L'asteroide è dedicato all'astrometrico sovietico Mitrofan Stepanovič Zverev.